# Écomusée du haut-pays et des transports
L'écomusée du haut-pays et des transports est situé dans l'ancien dépôt de locomotives de Breil-sur-Roya, à proximité de la gare SNCF, à 60 km environ au nord-est de Nice, dans le département des Alpes-Maritimes en région Provence-Alpes-Côte d'Azur.
Le musée présente plusieurs locomotives, à vapeur ou électriques, des autorails, un locotracteur, des tramways, des autobus et trolleybus, ainsi qu'un réseau ferroviaire miniature à l'échelle HO reproduisant plusieurs sites emblématiques de la ligne de Tende.

## Collections
Le musée possède de nombreux matériels ferroviaires dont la locomotive à vapeur 141 R 1108, les locomotives électriques BB 8238 et CC 7140, la locomotive Diesel CC 80001, le locotracteur Y 2423, les autorails X 2804, 2215, 2217 et la remorque XR 6144 du « Train des Merveilles », la motrice PCC TB18 du tramway de Marseille, une voiture-couchettes et deux fourgons postaux.
Il s'y trouve aussi une large collection d'une trentaine de véhicules routiers, autobus et trolleybus, dont certains en location.

## Visite
Le musée est ouvert du 1er mai au 10 octobre, les samedis et dimanches, de 14 h à 17 h. En 2021, le tarif d'entrée est de cinq euros pour les adultes. Les enfants entrent gratuitement,.